# Ácido acetilsalicílico/atorvastatina/ramipril
La combinación de ácido acetilsalicílico/atorvastatina/ramipril, también conocida como aspirina/atorvastatina/ramipril, (C10B06) se utiliza para prevenir las cardiopatías y los accidentes cerebrovasculares. Tras un infarto de miocardio, reduce el riesgo de muerte por cardiopatía en aproximadamente un tercio. Es un tipo de polipíldora, se toma por vía oral como sustitución en pacientes adultos que ya estén adecuadamente controlados con las tres sustancias y tomadas al mismo tiempo.

## Composición
Se trata de una combinación de ácido acetilsalicílico (aspirina, 100 mg), un antiagregante plaquetario; atorvastatina (20 mg), una estatina; y ramipril (2,5, 5 y 10 mg), un inhibidor de la ECA.
Como alternativa, puede fabricarse con diferentes estatinas o inhibidores de la ECA. Los componentes suelen ser medicamentos genéricos. Previamnete se había desarrollado la polipíldora con la combinación de aspirina (100 mg), simvastatina (40 mg) y ramipril (2,5, 5 y 10 mg). Cuesta entre 10 y 40 € al mes a partir de 2016. 

## Efectos adversos
Los efectos secundarios son los de los componentes individuales. No se han reportado interacciones entre los tres principales medicamentos. La polipíldora con la combinación de aspirina (75 mg), simvastatina (40 mg) con lisinopril (10 mg) y atenolol (50 mg) se comercializa en India. En esas combinaciones, la aspirina puede reducir los efectos antihipertensivos del atenolol. El metabolismo de la aspirina, por su parte, se ve reducida cuando se combina con la simvastatina. El atenolol, por otro lado, puede potenciar las acciones antihipertensivas del lisonopril y reducir la tasa de excreción de la atorvastatina, lo que podría resultar en un nivel plasmático elevado.
Cuando se combina el losartán con la polipíldora, aumenta el riesgo o la severidad de insuficiencia renal, hiperpotasemia y de la hipertensión, en especial por la combinación de la aspirina con el losartán. El atenolol puede aumentar el riesgo de trastornos del ritmo cardíaco causadas por el losartán.

## Uso clínico
La polipildora ácido acetilsalicílico/atorvastatina/ramipril se ha sugerido para la prevención en pacientes a quienes se les ha diagnosticado enfermedad cardiovascular ateroesclerótico, incluyendo la concomitante presencia de Diabetes mellitus tipo 2 o enfermedad vascular sublínica como las placas de ateroma carotídea, bajo índice de presión tobillo-brazo, enfermedad renal crónica o la presencia de aneurisma de aorta abdominal. La racional se ha extendido a pacientes con bajo riesgo de sangrado por aspirina con riesgos cardiovasculares asociados, incluyendo el tabaquismo, dislipidemia, bajo colesterol LDL o microalbuminuria.
La no adherencia al tratamiento médico es un factor determinante en la enfermedad cardiovascular. En pacientes con infarto del miocardio previo que tomaron la polipíldora por 9 meses mostraron mejora en la adherencia al tratamiento con respecto a los pacientes que recibían los tres medicamentos por separado.

## Historia
Una de las primeras polipíldoras fue producida en India con la combinación aspirina (100 mg), simvastatina (20 mg), ramipril (5 mg), atenolol (50 mg) e hidroclorotiazida (12.5 mg) y comercializada como Polycap. Una segunda versión fue desarrollada pero no comercializada con la misma combinación pero sin aspirina. Estas combinaciones permiten usar ingredientes de bajo costo que pueden ser comercializadas aun en países en vías de desarrollo. 
La polipíldora aspirina, atorvastatina y ramipril fue aprobada para uso médico en partes de Europa y América Latina en 2014 y comercializada con el nombre Trinomia. Fue desarrollado en España por una asociación entre el Centro Nacional de Investigaciones Cardiovasculares (CNIC) y la empresa Ferrer internacional. A partir de 2023, estaba disponible en 25 países. No obstante, a partir de 2023 dejó de comercializarse en Estados Unidos. Está incluido en la Lista de Medicamentos Esenciales de la Organización Mundial de la Salud. Está en la Lista de Medicamentos Esenciales de la Organización Mundial de la Salud.  En India se comercializa con el nombre de Ramitorva.